# سوفي مولر
سوفي مولر (بالألمانية: Sophie Müller)‏ (و. 1803 – 1830 م) هي ممثلة، وممثلة مسرحية، من ألمانيا، ولدت في مانهايم، توفيت عن عمر يناهز 27 عاماً.